# Cantón de Antibes-Biot
El cantón de Antibes-Biot era una división administrativa francesa que estaba situada en el departamento de Alpes Marítimos y la región de Provenza-Alpes-Costa Azul.

## Composición
El cantón estaba formado por una comuna y una fracción de otra:
- Antibes (fracción)
- Biot

## Supresión del cantón de Antibes-Biot
En aplicación del Decreto nº 2014-227 de 24 de febrero de 2014, el cantón de Antibes-Biot fue suprimido el 22 de marzo de 2015 y sus 2 comunas pasaron a formar parte del nuevo cantón de Antibes-3.